# Offshore-Windpark Walney
Der Offshore-Windpark Walney ist ein aus drei Teilflächen bestehender Offshore-Windpark in der Irischen See. 
Die beiden ersten Bauabschnitte bestehen aus 2 × 51 Windenergieanlagen von Siemens Gamesa mit jeweils 3,6 MW, womit sich eine Gesamtleistung von 367,2 MW ergibt. Damit war Walney bis September 2012, als der Offshore-Windpark Greater Gabbard fertiggestellt wurde, der größte Offshore-Windpark der Welt. Am 6. September 2018 wurde die Erweiterung Walney Extension von Energieministerin Claire Perry offiziell in Betrieb genommen, womit die Gesamtleistung auf gut 1.000 MW stieg.
In unmittelbarer Nähe befinden sich die Offshore-Windparks Ormonde, Barrow und West of Duddon Sands. 

## Allgemeines
Betrieben wird der Windpark von der Projektgesellschaft Walney (UK) Offshore Windfarms Limited, die von Ørsted (vormals: Dong Energy), Scottish and Southern Energy sowie einem Konsortium aus dem niederländischen Pensionsfonds PGGM and Dutch Ampère Equity gegründet wurde. Ørsted hält 50,1 % an der Gesellschaft, Scottish and Southern Energy 25,1 % und das Konsortium aus PGGM und Dutch Ampère Equity 24,8 %. Der Windpark befindet sich etwa 15 km westlich von Barrow-in-Furness in einer Wassertiefe von 19–24 Metern und erstreckt sich über eine Gesamtfläche von 73 km². Die durchschnittliche Windgeschwindigkeit beträgt 9,3 m/s in einer Höhe von 80 Metern. Das prognostizierte Regelarbeitsvermögen der ersten beiden Teilflächen in einem durchschnittlichen Windjahr beträgt 1.300 GWh. Damit können laut Ørsted ca. 320.000 Haushalte versorgt werden.
Beteiligungsstruktur von Walney 1 und 2:
| Anteil | Anteilseigner                                                                               |
| ------ | ------------------------------------------------------------------------------------------- |
| 50,1 % | Ørsted                                                                                      |
| 25,1 % | Scottish and Southern Energy                                                                |
| 24,8 % | PGGM (niederländischer Pensionsfonds) und Ampère Equity Fund (niederländischer Aktienfonds) |

Beteiligungsstruktur von Walney Extension:
| Anteil | Anteilseigner                 |
| ------ | ----------------------------- |
| 50 %   | Ørsted                        |
| 25 %   | PKA (dänischer Pensionsfonds) |
| 25 %   | PFA (dänischer Pensionsfonds) |

## Technik
Bei den ersten beiden gleich großen Teilfeldern kamen unterschiedliche Windkraftanlagen zum Einsatz. Während bei Walney 1 der Typ Siemens Gamesa SWT 3.6-107 verwendet wurde, griff man bei Walney 2 auf die SWT 3.6-120 des gleichen Herstellers zurück, die über einen deutlich größeren Rotor verfügt. Somit erhöht sich die Rotorfläche von 9000 m² bei der SWT 3.6-107 bei gleicher Nennleistung auf 11.300 m² bei der SWT 3.6-120, was zu einem höheren Kapazitätsfaktor und damit mehr Volllaststunden führt. Aufgrund der längeren Rotorblätter wurde bei den Anlagen in Walney 2 die Nabenhöhe der Anlagen auf 90 Meter angehoben, bei Walney 1 beträgt sie 83,5 Meter. Damit ergibt sich eine Gesamthöhe der Windturbinen von 137 bzw. 150 Metern.
Aufgestellt sind die Windkraftanlagen in mehreren Reihen, wobei die Abstände der einzelnen Turbinen zwischen 749 und 958 Meter betragen. Als Fundamente kamen Monopiles zum Einsatz, die von der Erndtebrücker Eisenwerk GmbH & Co. KG in Rostock hergestellt und schließlich rund 30 Meter tief in den Meeresboden gerammt wurden. Die Windturbinen stammen aus dem Siemens Gamesa-Werk in Esbjerg, Dänemark. Jeder der beiden Teilparks verfügt über eine ca. 1.100 Tonnen schwere Umspannplattform auf Jacket-Fundament, in denen der von den Windkraftanlagen stammende Strom von der Mittelspannungsebene (34 kV) auf die Hochspannungsebene von 132 kV transformiert wird. Anschließend wird der Strom über zwei Seekabel zu den Umspannstationen an Land geleitet. Während Walney 1 wie auch die nahe gelegenen Offshore-Windparks Ormonde und Barrow an das Umspannwerk in Heysham angeschlossen ist, wurde Walney 2 an das neu errichtete Umspannwerk Stanah nördlich von Blackpool angebunden. Die Kabellänge beträgt 44 bzw. 43 km, dazu kommen noch einmal rund 92 km 34-kV-Kabel für die Anbindung der Windturbinen an die Umspannplattformen.

## Geschichte
Der Offshore-Windpark Walney zählt zu den Round-2-Projekten, die Ende 2003 vom Britischen Handels- und Industrieministerium vergeben wurden. Nachdem Ørsted den Zuschlag für Walney erhalten hatte, begannen im November 2004 die Planungen für den Windpark. Die Entscheidung für den Bau fiel im Mai 2009. Im Dezember 2009 erwarb Scottish and Southern Energy einen Anteil von 25,1 % von Ørsted, ein Jahr später stiegen auch PGGM and Dutch Ampère Equity ein, Ørsted blieb jedoch Mehrheitseigner und Konsortialführer. Nachdem die Aufträge vergeben waren, begann Anfang 2010 der Bau zunächst von Walney 1.

### Walney 1
Im April 2010 wurden per Hubinsel die ersten Monopiles errichtet, bereits im Juli 2010 erfolgte der Aufbau der ersten Windturbine. Parallel dazu wurden im Sommer die Umspannplattform installiert sowie die Windkraftanlagen verkabelt. Die letzte Turbine von Walney 1 wurde im Mai 2011 aufgestellt, im Juli 2011 ging Walney 1 in Betrieb.
Am 9. Februar 2012 wurde der erste Teils des Windparks von dem britischen Energie- und Klimaminister Edward Davey, der erst wenige Tage zuvor das Amt übernommen hatte, offiziell in Betrieb genommen.

### Walney 2
Die Offshore-Arbeiten an Walney 2 begannen im März 2011, die erste Windkraftanlage wurde Anfang Juni 2011 errichtet. Einen Monat später waren bereits 18 der 51 Turbinen installiert. Die letzte Turbine wurde Ende Oktober aufgestellt, die ersten Windkraftanlagen gingen am 1. November 2011 ans Netz. Nach Abschluss der Verkabelungsarbeiten mussten die Fundamente der Windkraftanlagen noch mit Steinwehren gegen Auskolkung gesichert werden. Die 51 Windkraftanlagen wurden binnen fünf Monaten und 13 Tagen errichtet und verkabelt, was laut SSE einen neuen Geschwindigkeitsrekord bei einem Offshore-Windpark bedeutet.

### Walney Extension
Im Oktober 2015 fiel die Investitionsentscheidung für einen weiteren Ausbau des Windparks. In zwei Teilflächen namens Walney Extension East und Walney Extension West sollen insgesamt 87 weitere Windkraftanlagen mit einer Gesamtleistung von 659 MW installiert werden. Dafür wurden zwei Teilaufträge vergeben. Siemens Gamesa erhielt einen Auftrag über 47 getriebelose Anlagen des Typs SWT-7.0-154, mit dem das östliche der beiden Felder bestückt werden soll. Die Leistung auf dieser Teilfläche beträgt 329 MW. MHI Vestas erhielt einen Auftrag zur Lieferung von 40 (jeweils auf 8,25 MW leistungsgesteigerten) Turbinen des Typs MHI Vestas V164 mit zusammen 330 MW. Nach Angaben von Betreiber Ørsted sollen beide Flächen zusammen den bis dato größten Offshore-Windpark der Welt bilden. Im September 2017 lieferten die ersten Anlagen erstmal Strom. Die letzte Windkraftanlage wurde im April 2018 installiert. Die Inbetriebnahme erfolgte im September 2018.